# Harmony (film 2015)
Harmony (<harmony/> ハーモニー?) è un film d'animazione diretto da Michael Arias e Takashi Nakamura.
Pellicola giapponese prodotta dal Studio 4°C, basata dall'omonimo romanzo di Project Itoh, che ha debuttato in Giappone il 13 novembre 2015.

## Trama
Nel periodo futuro chiamato "Maelstrom", guerre nucleari e malattie hanno flagellato e distrutto persino gli Stati Uniti d'America. Per evitare nuovi orrori, lo stato è stato diviso in stati più piccoli, con una società più profondamente etica e solidale tramite la pressione sociale mentre la salute viene controllata dalle "admedistrazioni", strutture dove viene usata la nanotecnologia a scopo medico, per permettere di vivere al meglio. In Giappone però, la giovane Tuan Kirie e le sue amiche Miach Mihie e Cian Reikado danno vita ad un'incredibile protesta contro questa tipo di società e sul controllo sulla propria vita, rifiutando farmaci e cibo e arrivare fino al suicidio ma la protesta fallisce per Tuan e Cian.
Tredici anni dopo, Tuan lavora per l'Organizzazione Mondiale della Sanità nei corpi di polizia medici internazionali, fedele comunque alle sue idee: l'incontro dopo anni con Cian dà l'inizio ad un'indagine in cui scoprirà le verità e le minacce dietro il mondo "perfetto".

## Personaggi
Tuan Kirie (キリエ・トゥアン?, Kirie Tuan)
Doppiata da: Miyuki Sawashiro (ed. giapponese), Chiara Gioncardi (ed. italiana)
La protagonista del film. È una giovane donna che lavora per i corpi di polizia medici internazionali dell'Organizzazione Mondiale della Sanità, la Elica.
Ha lunghi capelli color ruggine, occhi rossi e veste di un abbigliamento vagamente sportivo, il tutto completato da un lungo e avveniristico poncho rosso, indumento indossato da tutti i membri dell'istituzione di 
cui lei è parte. 
Dal temperamento freddo e serio, ma di buon cuore, Tuan appare come una ragazza anticonformista, fortemente contraria al modello pacifico di società istituito mezzo secolo dopo la calamità di Maelstrom, motivo per cui in adolescenza ha tentato più volte di togliersi la vita e successivamente in età adulta a intraprendere la carriera di poliziotta e ispettrice solo per sfuggire, in prima occasione, ad una vita civile che non le avrebbe concesso esperienze e vizi dannosi secondo gli ideali sociali, salvo poi nel finale della pellicola ad abbracciare definitivamente tale ideologia. Dopo un iniziale sospensione dal lavoro e aver assistito in prima persona al suicidio di Cian Reikado, una sua vecchia amica, Tuan verrà reintegrata in servizio allo scopo di risolvere lo strano caso dei suicidi contemporanei innescato nello stesso istante con la morte di Cian, situazione che la porterà non solo a riapacificarsi con suo padre che aveva inspiegabilmente abbandonato la famiglia, ma anche a confrontarsi col suo vecchio amore adolescenziale creduto morto in passato: Miach Mihie, divenuta nel frattempo, poco dopo la sua apparente scomparsa, una pericolosa terrorista decisa a scatenare una nuova calamità mondiale per indurre le alte sfere governative ad avviare il misterioso programma "Harmony".
 Miach Mihie (ミヒエ・ミアハ?, Mihie Miach)
Doppiata da: Reina Ueda (ed. giapponese), Agnese Marteddu (ed. italiana)
La principale antagonista del film. Vecchio amore di Tuan ai tempi della loro adolescenza, Miach è una ragazza dai lunghi capelli argentati e occhi azzurri estremamente intelligente, con un passato oscuro segnato da terribili esperienze che
l'hanno deviata psicologicamente e plasmata in una triste ragazza solitaria profondamente arrabbiata col mondo intero al punto da non sentirsi a suo agio sulla Terra. Per questo, ella prese la drastica decisione di togliersi la vita insieme alle allora giovanissime amiche Tuan e Cian come segno di guerra contro il pacifico regime comunitario istituito dopo la calamità di Maelstrom, protesta in parte fallita con la sopravvivenza delle stesse Tuan e Cian. Nata in una Cecenia presa di mira da un'offensiva russa, Miach, all'età di 8 anni, fu affidata ad una famiglia giapponese, ma dalla quale tuttavia respinse ogni premurosità. Poco dopo la sua apparente scomparsa, la ragazza venne presa segretamente in custodia dall'OMS per degli esperimenti legati al misterioso programma Harmony, da cui apprenderà importanti nozioni per elaborare e mettere in atto il suo personale piano di purificazione dell'intero genere umano a livello globale, decisione dettata da una particolare condizione congenita che la stessa Miach sembrerebbe avere fin dalla nascita. Per la maggior parte del film Miach si manifesta in vari flashback della sua adolescenza vestita in uniforme scolastica, per poi nel finale della pellicola mostrarsi concretamente adulta con un vestiario vagamente somigliante ad una fata durante l'ultimo confronto con Tuan.
 Cian Reikado (霊門シアン?, Reikado Cian)
Doppiata da: Aya Suzaki (ed. giapponese),  Veronica Cuscusa (ed. italiana)
Amica di vecchia data di Tuan, Cian è una ragazza dal carattere dolce e solare dai capelli a caschetto scuri e occhi verdi. Appare solamente verso la fine del primo atto in un momento significativo che movimenterà tutta la storia fino alla fine del film. Come Tuan e Miach, anche Cian tentò il suicidio innumerevoli volte, salvo poi ad arrivare a quel fatidico giorno della loro protesta a rivalutare ciò che stava facendo, tradendo, ma per legittima protezione, le sue due amiche a un passo dal compiere lo spiacevole gesto mortale. Infatti è proprio grazie a Cian che Tuan sopravvisse e desistesse al desiderio ossessivo di togliersi la vita e a continuare a vivere. Nel tempo presente, quando Tuan e Cian si ritrovano dopo tanti anni a pranzare in un ristorante, e discutendo sul loro passato, Cian inspiegabilmente si suicida davanti a Tuan, evento che sancirà il fenomeno delle morti di massa nel mondo che si protrarrà fino all'inaspettato epilogo.
 Keita Saeki (佐伯啓太?, Saeki Keita)
Doppiato da: Chō (ed. giapponese), Franco Mannella (ed. italiana)
Docente anziano dell'Università Informatica Medica di Tokyo. Malgrado il personaggio appaia in una sola scena per pochi minuti, aiuta Tuan nella sua indagine e a localizzare suo padre nella città di Bagdad in Iraq.
 Nuada Kirie (キリエ・ヌアダ?, Kirie Nuada)
Doppiato da: Junpei Morita (ed. giapponese), Danilo Di Martino (ed. italiana)
Padre della protagonista Tuan, Nuada Kirie è uno scienziato e ricercatore neurologico presso l'OMS. Appare come un uomo dal volto sfigurato con un occhio cieco, dai capelli scuri e bianchi e la barba, e dal temperamento calmo e razionale. Nutre un profondo e sincero amore per la figlia Tuan, malgrado quest'ultima inizialmente provi un forte rancore nei confronti del genitore che lo ritiene un buon annulla e manipolatore per il fatto che anni prima abbandonò la famiglia senza motivo. Scoprirà in seguito che egli si era allontanato da casa per andare a Bagdad a svolgere un importante missione segreta per sviluppare una soluzione per porre fine al fenomeno globale dei suicidi di bambini che era scoppiato poco dopo la calamità di Maelstrom e la nascita dell'istituzione comunitaria che sarebbe presto ruotata attorno alla tecnologia del WatchMe, di cui Nuada sembrerebbe essere uno dei padri inventori di tale sistema. Il personaggio si ritroverà ucciso in uno scontro a fuoco per proteggere la figlia, la quale infine lo perdonerà.
 Elijah Vashlov (ヴァシュロフ・エリヤ?, Vashlov Elijah)
Doppiato da: Shinichiro Miki (ed. giapponese), Giorgio Borghetti (ed. italiana)
Agente e investigatore dell'Interpol, Elijah Vashlov appare come un elegante individuo professionale in giacca e cravatta con occhiali da sole col fare fisso di presentarsi, a chiunque incontri, con un biglietto da visita. Si dimostra gentile e disponibile nei confronti di Tuan che si offre volentieri di accompagnarla in aeroporto per andare a Bagdad e di aiutarla nella sua indagine. Tuttavia, in seguito, Elijah si rivela d'essere un doppiogiochista al servizio di Miach, nonché membro di una fazione politica corrotta votata all'ideologia della creazione di un nuovo mondo, la cosiddetta "Fazione Anti-Maggioritaria". Verrà ucciso da Tuan poco dopo che questa ha perso il padre freddato pochi istanti prima proprio da Vashlov.
Os Cara Stauffenberg (シュタウフェンベルク オス カーラ?, Shutaufen Beruku osu kāra)
Doppiata da: Yoshiko Sakakibara (ed. giapponese), Cristiana Lionello (ed. italiana)
Presidente della "Elica", la più importante organizzazione di Polizia Medica avanzata dell'OMS fondata nel periodo post- Maelstrom,  Os Cara Stauffenberg è il capo superiore di Tuan e di tutti gli agenti della compagnia. 
È una donna di 72 anni, nonostante esteticamente ne dimostri circa 50-60. Come la protagonista, indossa un poncho rosso, ma una versione più presidenziale. Ha un carattere severo e autoritario, ma nonostante ciò possiede un cuore d'oro dimostrato dal fatto che in più occasioni tende a coprire Tuan nelle sue bravate indisciplinari e manifesti, pur non dandolo a vedere, un certo affetto per la ragazza trattandola quasi come una figlia affinché questi svolga bene il suo lavoro ed essere una brava ispettrice avanzata, come altri colleghi dell'intera organizzazione.  Si scoprirà in seguito che la Stauffenberg è un'amica e conoscente del padre di Tuan e fa' parte di un team segreto di politici anziani denominato "Work in Group Descrittivo del Comportamento delle Persone di Prossima generazione", votato all'ideologia di un possibile arrivo di una nuova calamità, il che farebbe della donna una delle tante menti dietro allo sviluppo e la creazione del programma Harmony.
Asaf (アサフ?, Asafu)
Doppiato da: Akio Ōtsuka (ed. giapponese), Antonio Sanna (ed. italiana) 
Capo di un gruppo di Tuareg in Niger, Asaf è un anziano uomo dal temperamento saggio. Appare brevemente nei primi minuti iniziali del film, nell'adrenalinico prologo ambientato nel deserto nigeriano mentre la protagonista Tuan è intenta a effettuare con lui una transazione clandestina per acquistare illegalmente degli alcolici e del tabacco da distribuire ai soldati del fronte. Malgrado Tuan rifiuti la proposta di Asaf di unirsi a lui per aver compiuto un'illegalità, il tuareg si rivela disposto ugualmente ad accogliere in futuro la ragazza nella sua tribù qual'ora si dovessero presentare circostanze particolari in una prossima eventuale vista di Tuan in quelle zone.

## Terminologia
Maelstrom
Noto anche come "la grande calamità", Maelstrom è un termine che nel film indica complessivamente una serie di disastri mondiali che includono genocidi di massa, malattie, guerre nucleari, sommosse e terrorismo, che per un secolo hanno segnato profondamente il genere umano. A distanza di 150 anni, un evento simile sembra essere destinato a ripetersi con l'insorgere di una nuova minaccia.
WatchMe
Biotecnologia impiantata nel corpo umano che gestisce le normali funzioni vitali di un individuo, sia maschile che femminile, garantendo allungamento della vita degli stessi prevenendoli anche da malattie e altri stati degenerativi salutari come l'invecchiamento e l'obesità. Tale sistema è gestito dai cosiddetti "goviterni", istituzioni politico-mondiali fondatrici della "Dottrina della Vita".
Harmony
Tecnologia che da' il titolo al film, Harmony è un sub-sistema neurologico presente nel WatchMe che armonizza la volontà umana nel cervello. Tuttavia, se orientato su effetti secondari, tale programma è in grado cancellare in un attimo le coscienze umane rendendo di fatto le persone degli automi. La medesima caratteristica è tenuta in considerazione dagli enti governativi per un suo eventuale avvio mirato alla prevenzione di nuovi disastri ad opera dell'uomo.

## Distribuzione
Originalmente previsto per dicembre, il film è stato distribuito nei cinema giapponesi il 13 novembre 2015. In Italia il film è stato pubblicato da Yamato Video su Prime Video il 9 luglio 2020.

## Manga
L'opera ha ricevuto un adattamento manga sulla rivista Newtype dell'editore Kadokawa Shoten, dal 10 aprile 2015.